# Paz Court
María Paz Court Mesa (Linares, 5 de mayo de 1985) conocida con su nombre artístico como Paz Court  es una cantante y compositora chilena de jazz y pop. 
Formó parte de Jazzimodo (2005-2012) y de Tunacola (2009-2012). También ha colaborado con destacados músicos como Pablo Lecaros y el grupo La Marraqueta. Actualmente desarrolla una carrera solista y en 2014 lanzó su primer álbum titulado Cómeme.

## Biografía
Nació en Linares, Paz Court vivió desde sus primeros años en Santiago, donde creció vinculada estrechamente a la poesía, pintura, danza, fotografía y música. Sus hermanos (es la menor de cuatro) practicaron todas estas disciplinas con el apoyo de sus padres, lo cual fue fundamental en su formación.[cita requerida]
A los 13 años, descubrió el jazz, después de escuchar la canción Cheek to Cheek junto a una amiga. Desde ese momento comenzó clases particulares de canto, para después ingresar a la Escuela Moderna de Música, en donde tomó los talleres libres de canto popular con la maestra Lorena Pualuan.
En la misma escuela, a los 15 años, conoció a Pablo Lecaros, profesor de bajo eléctrico y gran jazzista chileno, quien la apadrinó y la llevó a cantar por primera vez al Club de Jazz de Santiago. Además, la invitó a participar de su primer disco solista, "Quinto-Primero", en donde tuvo su primera experiencia en estudio.
A comienzos del año 2003 tomó clases de canto con la maestra Arlette Jequier de (Fulano), para luego partir de intercambio a Toulouse, Francia por un año. Durante su estadía en Europa, formó un dúo con el guitarrista Fabrice Martín, con quien se presentó en vivo por distintos escenarios galos.
En 2004 regresó a Chile para iniciar sus estudios de canto en la Escuela Moderna de Música, carrera que luego abandonó para cambiarse a Composición y Arreglos en Música Popular en la misma escuela. En ese periodo es invitada a grabar en el tercer disco de La Marraqueta, “La Marraqueta III”, y participa junto a ellos en una gira al sur de Chile. Además, viaja a Argentina para tomar clases de canto con la maestra Graciela Cosceri.
En 2005, formó Jazzimodo, junto al pianista Lautaro Quevedo. Después de tres años de trabajo, en septiembre de 2008 la banda edita su primer disco bajo el sello Feria Music. Al año siguiente, el grupo gana un Fondo de la Música para presentarse en una gira por el sur de Chile, lo cual les sirvió para promocionar el sencillo "Caramelo", el cual tuvo gran difusión en los medios de comunicación.
Gracias al éxito de su debut, una de sus canciones musicalizó la película Grado 3 de El Rumpy y llegaron a la tv abierta, en donde participaron en la selección para la competencia internacional de canciones para el Festival de Viña del Mar con una versión de “El Rock del Mundial” de Los Ramblers junto a Dj Caso. El mismo 2009, continúa perfeccionándose tomando clases junto a Pedro Foncea de De Kiruza, quien además de enseñarle canto la introduce en el mundo del hip-hop.
El 2009 participa además en otros proyectos que continúan hasta el día de hoy: Rh Trío, de versiones a Radiohead (junto a Roberto Dañobeitia y Nicolás Vera) y la banda de electro-pop Tunacola (junto a Ricardo Tunacola Luna y Dj Caso).
El año 2010 continuó en gira por el norte de Chile y Santiago junto a Jazzimodo, trabajando paralelamente en su segundo disco. En tanto, Tunacola se transformó en una de las bandas revelación de la escena musical chilena, impulso que generó la presencia de sus canciones en la banda sonora de la película "Qué pena tu vida" de Nicolás López.
En 2011, Paz editó 2 discos: el de debut Tunacola en abril y el segundo de Jazzimodo en junio. Durante el mes de julio partirá de gira a Nueva York y Ciudad de México junto a Jazzimodo tras una invitación al LAMC de este año.[cita requerida]
En 2013 participa del proyecto Los viudos de Marylin como voz principal de los arreglos realizados por Federico Dannemann sobre música popular de los años 40 y 50.
En mayo de 2014 lanza su primer disco como solista llamado Cómeme, junto al sencillo homónimo y su respectivo videoclip.
En marzo de 2016, participó en la primera edición del Ruidosa Fest, el primer festival latinoamericano integrado únicamente por mujeres.
En noviembre de 2017, ganó el premio a la mejor canción del género popular de la XIII versión del Concurso de Composición Musical Luis Advis con la canción «Lloraré».
En enero de 2018, lanza su segundo disco solista llamado Veranito de San Juan, esta vez junto a la Orquesta Florida, que cuenta con siete canciones entre las que se encuentra el bolero «Sufrir» de Francisco Flores del Campo, el álbum fue producido por Andrés Landón y Esteban Sumar.

## Discografía

### Solista
- Cómeme (2014)
- Cómeme Reinventado (en vivo) (2016)  junto a la Orquesta Florida
- Veranito de San Juan (2018)  junto a la Orquesta Florida

### Con Jazzimodo
- Jazzimodo (2008)
- Cortar y pegar (2011)

### Con Tunacola
- Tunacola (2011)

### Como vocalista
- Los viudos de Marilyn (2013)